# Mera me tī mera
Mera me tī mera (Mέρα με τη μέρα in greco) è il primo album del gruppo musicale greco-svedese Antique, pubblicato il 10 novembre 1999.

## Tracce
1. Mystique Antique – 1:38 (Jonas Scheldt)
2. Dynata dynata (Δυνατά δυνατά) – 3:17 (A. Dinkjian, L. Nikolakopoulou)
3. Opa opa (Οπα οπα) – 3:34 (Giōrgos Alkaios)
4. Mera me tī mera (Μέρα με τη μέρα) – 3:34 (Christer Carlsson, Nicklas Olausson, Christer Sandelin, Tommy Ekman, Pontus Frisk)
5. Se thelō (Σε θέλω) – 3:16 (Carlsson, Olausson, Per Adebratt, Frisk, Elena Paparizou, Nikos Panagiotidis)
6. I zoī einai tōra (Η ζωή είναι τώρα) – 3:06 (Carlsson, Olausson, Paparizou, Frisk)
7. No Time to Play – 4:21 (Carlsson, Olausson)
8. Ela' do (Έλα' δo) – 3:13 (Carlsson, Olausson, Sandelin, Ekman, Frisk)
9. Set Your Body Free – 5:28 (Carlsson, Olausson)
10. Mou leipeis (Μου λείπεις) – 4:11 (Nikos Terzis, A. Pappas)
11. The Earth – 4:19 (Carlsson, Olausson)
12. Westoriental Trip – 4:07 (Scheldt)